# Monaster Narodzenia Matki Bożej w Różanymstoku

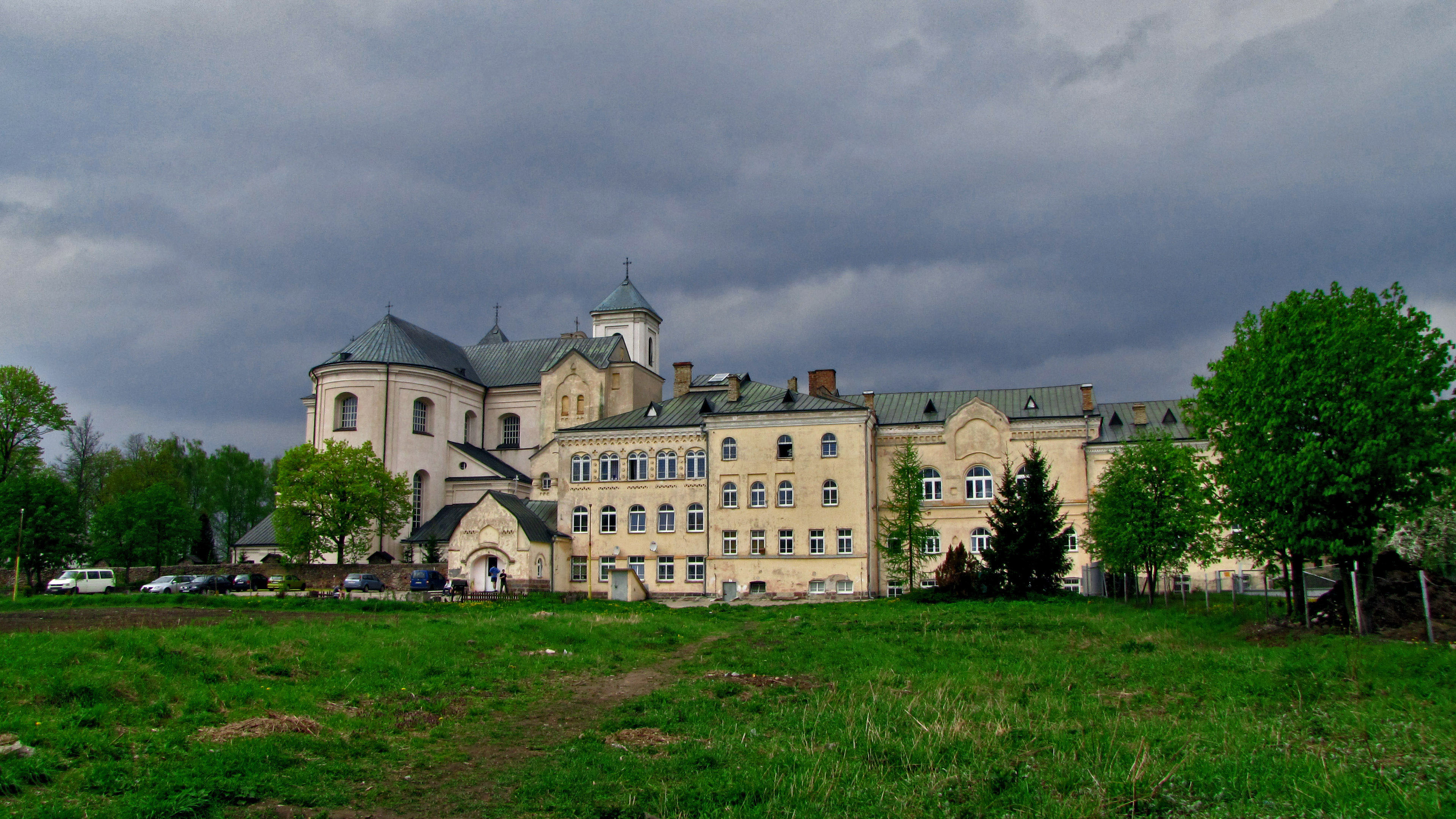
Dawny budynek monasterski

Monaster Narodzenia Matki Bożej – żeński monaster w Krasnymstoku (dzisiejszy Różanystok), działający w latach 1901–1915, zlokalizowany w skasowanym przez władze carskie klasztorze dominikanów. Kontynuował tradycję wspólnoty monastycznej pod tym samym wezwaniem istniejącej w latach 1751–1900 w Grodnie. Został zlikwidowany po odzyskaniu niepodległości przez Polskę, jednak do jego tradycji nawiązuje z kolei powołany w 2005 monaster Narodzenia Przenajświętszej Bogurodzicy w Zwierkach, wcześniej zlokalizowany w Białymstoku–Dojlidach, jak również monastery w Grodnie i Połocku, w którym część mniszek osiadła po 1915.

## Historia
Świątobliwy Synod Rządzący Rosyjskiego Kościoła Prawosławnego zdecydował w 1900 przenieść żeński monaster Narodzenia Matki Bożej w Grodnie do Krasnegostoku (obecnie Różanystok). Decyzję tę podjęto z dwojakich względów – w jej uzasadnieniu znajduje się wzmianka o złej lokalizacji monasteru grodzieńskiego, który znalazł się wskutek rozwoju miasta w dzielnicy przemysłowej, jak i o dążeniu do utrwalania prawosławia wśród ludności białoruskojęzycznej zamieszkującej Krasnystok i okolice.
W dniach 7–8 września 1901 klasztor formalnie rozpoczął działalność, zajmując budynki dawnego klasztoru dominikańskiego. Jego przełożoną została mniszka z monasteru w Leśnej, ihumenia Helena (Konowałowa). W pracy monasteru powtarzała ona wzory znane sobie z pracy macierzystego klasztoru. Klasztor w Krasnymstoku prowadził dwie szkoły „gramoty”, jedną szkołę dwuklasową, seminarium nauczycielskie dla kobiet oraz siedem szkół w okolicznych wsiach. Zakonnice prowadziły przytułek dla starszych kobiet, szpital, aptekę, sierociniec, posiadały znaczny majątek ziemski zaadaptowany na sady i ogrody z pasieką i stawami rybnymi. Prąd na potrzeby klasztoru wytwarzała jego własna dynamomaszyna. Mniszki prowadziły pracownię pisania ikon, warsztat krawiecki, introligatorski, tkacki i złotniczy, własny młyn i herbaciarnię. Własnością klasztoru był też jeden dom w Białymstoku. Na potrzeby licznych pielgrzymów wzniesiony został hotel. Ponadto w 1903 z inicjatywy ihumeni Heleny władze carskie otworzyły przystanek kolejowy w sąsiedztwie monasteru, by umożliwić pątnikom łatwiejsze docieranie do świątyń. Oprócz zaadaptowanego na cerkiew kościoła dominikanów, monaster posiadał dwie świątynie: św. Sergiusza z Radoneża (1901) i Zaśnięcia Matki Bożej (1908). 
Głównym celem pielgrzymek był obraz Matki Bożej, namalowany w XVII w., wzorowany na Obrazie Matki Boskiej Częstochowskiej, zakupiony przez Tyszkiewiczów, znajdujący się w kościele klasztornym w Różanymstoku od 1661 (źródła prawosławne określają ten wizerunek jako Krasnostocką Ikonę Matki Bożej). Innymi przedmiotami szczególnego kultu były wariant Włodzimierskiej Ikony Matki Bożej, również uważany za cudowny, a od 1905 podarowana przez mnichów z Athos ikona św. Pantelejmona z cząstką jego relikwii. 
W momencie otwarcia monasteru została zorganizowana zbiórka pieniędzy na jego potrzeby, w której wziął udział m.in. późniejszy święty prawosławny Jan Kronsztadzki, znany dobroczyńca monasterów żeńskich. Również w dalszym okresie swojego istnienia klasztor był dotowany przez prywatnych ofiarodawców. Zakonnice prowadziły ponadto przy nim Bractwo Prawosławne, którego patronką była Matka Boża. 
W momencie przeniesienia wspólnoty monastycznej z Grodna do Krasnegostoku ihumenia Helena stała na czele wspólnoty liczącej 30 mniszek. W 1908 w Krasnymstoku żyło 8 mniszek i 59 posłusznic, trzy lata później – 12 mniszek i 41 posłusznic. W momencie ich ewakuacji w 1915 zakonnic było ok. 200. Monaster posiadał podległy sobie skit w Grodnie oraz filialny monaster w Drohiczynie. Pozycja, jaką zdobył klasztor będąc ośrodkiem prawosławia na ziemiach polskich sprawiła, że w 1914 była planowana wizyta w nim cara Mikołaja II. Udaremnił ją wybuch I wojny światowej. 

### Bieżeństwo
W 1915, w obawie przed nadchodzącym frontem, ihumenia Helena razem z całą wspólnotą udała się do Moskwy. Mniszki osiadły w monasterze św. Katarzyny w Widnym. Zakonnice zabrały ze sobą cudowną ikonę. Pod ich nieobecność kompleks monasterski został zamieniony na magazyn przez wojska niemieckie i zdewastowany. Mniszki miały nadzieję wrócić do Krasnegostoku po zakończeniu działań wojennych. Budynki monasteru zostały jednak przekazane katolickiemu zakonowi salezjanów, co (w ramach akcji rewindykacji cerkwi prawosławnych) miało stanowić rekompensatę za wcześniejsze odebranie klasztoru dominikanom i sprowadzenie na ich miejsce mniszek prawosławnych. W istniejących do dziś obiektach mieści się rzymskokatolickie sanktuarium maryjne. 
Większość mniszek pozostała w Moskwie aż do 1931, kiedy również pustelnia została zlikwidowana. Wspólnota monastyczna uległa rozproszeniu. Część mniszek trafiła do odnowionego monasteru Narodzenia Matki Bożej w Grodnie, a następnie do Żyrowicz i Połocka.